# Granvin
Granvin és un antic municipi situat al comtat de Hordaland, Noruega. Té 920 habitants (2016) i la seva superfície és de 212,46 km². El centre administratiu del municipi és el poble d'Eide.